# Aldea Epulef
Pour les articles homonymes, voir Aldea.
Aldea Epulef est une localité rurale argentine située dans le département de Río Senguer, dans la province de Chubut.

## Démographie
La localité compte 251 habitants (Indec, 2010), ce qui représente une augmentation de 64,6 % par rapport au précédent recensement de 2001 qui comptait 150 habitants.

## Services
Elle dispose d'un service d'électricité par générateur autonome, d'égouts, de téléphone public et de gaz par Zeppelín dans les établissements officiels. Les institutions publiques suivantes peuvent être mentionnées : l'école no 129 Dos Lagunas, le tribunal de paix, le poste de police, le poste sanitaire et la commune rurale. Il existe un club des mères où se déroulent des activités culturelles. Le service Internet à large bande fourni par le gouvernement de la province de Chubut est en service dans tous les établissements officiels.